# Vincent Valentine (giocatore di football americano)
Vincent Valentine (Madison, 23 febbraio 1994) è un giocatore di football americano statunitense che milita nel ruolo di defensive tackle per i New England Patriots della National Football League (NFL).

## Biografia

### New England Patriots
Al college, Valentine giocò a football con i Nebraska Cornhuskers. Fu scelto nel corso del terzo giro (96º assoluto) nel Draft NFL 2016 dai New England Patriots. Durante il training camp competé per il ruolo di defensive tackle di riserva con Markus Kuhn, Woodrow Hamilton, Joe Vellano e Anthony Johnson e iniziò la stagione come riserva dei veterani Malcolm Brown e Alan Branch.
Valentine debuttò come professionista subentrando nella gara del primo turno contro gli Arizona Cardinals mettendo subito a segno un sack su Carson Palmer. Nel penultimo turno della stagione regolare disputò la prima gara come titolare contro i New York Jets mettendo a segno 3 tackle.
Il 5 febbraio 2017 vince il suo primo Super Bowl, il LI, disputato dai Patriots contro gli Atlanta Falcons e vinto dai primi, ai tempi supplementari (prima volta nella storia del Super Bowl), con il punteggio di 34-28.

## Palmarès

### Franchigia
- Super Bowl : 1

New England Patriots: LI
- American Football Conference Championship: 2

New England Patriots: 2016, 2017

## Statistiche
| Partite totali      | 12  |
| Partite da titolare | 1   |
| Tackle totali       | 18  |
| Sack                | 1,0 |
| Intercetti          | 0   |
| Fumble forzati      | 0   |